# Impresum
Impresum (nebo impressum), zvané též autorská tiráž nebo vydavatelský záznam, je soubor povinných informací o knize, který je umisťován na stránce následující za hlavním titulem knihy. 
Pokud má být kniha šířena veřejně, potom v ČR podle Zákona a neperiodických publikacích mezi povinné údaje patří: název díla, jména autorů, jsou-li známa, vydavatel, rok prvního vydání, je-li znám, označení nositele autorských práv a údaje výrobce. V případě překladu také původní název a označení vydání, z něhož byl překlad pořízen a v případě, že bylo uděleno, tak i ISBN.